# تود د. ليتل
تود د. ليتل (بالإنجليزية: Todd D. Little)‏ هو عالم نفس أمريكي، ولد في 6 سبتمبر 1960.